# Vicente Pascual Pastor
Vicente Juan Pascual Pastor (Alcoy, 2 giugno 1865 – Alcoy, 2 febbraio 1941) è stato un architetto spagnolo.

## Biografia
Figlio di ricchi agricoltori, Vicente Pascual Pastor studiò architettura a Barcellona dal 1883 al 1890 ed ebbe come professore Lluís Domènech i Montaner.
Tornato nella sua città natale, nel 1891 divenne architetto comunale di Alcoy e professore nella locale Scuola di arti e mestieri, di cui fu direttore dal 1903 al 1914. Tra il 1909 e il 1913 fu anche sindaco di Alcoy e promosse la costruzione di case per i lavoratori in condizioni moderne e salubri.
Come architetto fu uno dei principali esponenti del modernismo valenciano e, insieme a Timoteo Briet Montaud, la persona che più ha cambiato l'aspetto di Alcoy negli anni del boom industriale della città levantina.

## Principali opere
Le sue principali opere sono:
- Casa Vilaplana (1906)
- Casa d'Escaló (1906-1908)
- Casa del Pavo[3] (1908-1909).